# Ursus 4502
Ursus 4502 – ciągnik sadowniczy produkowany w ZPC Ursus.

## Dane techniczne
- Typ silnika - Perkins 4390,
- Moc znamionowa wg DIN - 44,1 kW (60 KM) przy 2000 obr./min.,
- Średnica cyl./skok tłoka - 101/127 mm,
- Rodzaj wtrysku - bezpośredni,
- Pojemność silnika - 3865 cm³,
- Max.moment obrotowy - 232 Nm 1400 obr./min.,
- Stopień sprężania - 16,
- Liczba cylindrów - 4,
- Skrzynia przekładniowa - mechaniczna, z kołami przesuwnymi oraz z reduktorem,
- Liczba biegów przód/tył - 8/2
- Blokada mechanizmu różnicowego - mechaniczna,
- Wydatek pompy podnośnika - 26 l/min.,
- Hydraulika zewnętrzna - 2,
- Udźwig podnosnika - 1330 kg
- WOM niezależny - 540 obr./min.,
- Mechanizm kierowniczy - hydrostatyczny,
- Zbiornik paliwa - 68 dm³,
- Rozstaw kół: przód - 1110 mm; tył - 985 mm z kołami 12,4-28, 1047 mm z kołami 14,9-24,
- Szerokość - 1310 mm z kołami 12,8-28, 1425 mm z kołami 14,9-24,
- Wysokość z kabiną - 2515 mm,
- Długość bez / z obciążnikami przednimi - 3760 / 3970 mm.